# Млаки (потік)
Млаки (словац. Mláky) — річка в Словаччині, права притока Б'єлого Вагу, протікає в окрузі Попрад.
Довжина приблизно 14.7-15.3 км. Витік знаходиться в масиві Підтатранська улоговина (геоморфологічна підодиниця Татранське передгір'я — біфуркація Белянського потоку; на висоті близько 1110-1120 метрів. Протікає територією сіл Штрба (частина Штрбське Плесо) і Виходна.
Впадає у Б'єлий Ваг на висоті приблизно 780—785 метрів.